# Euphorbia boophthona
Euphorbia boophthona är en törelväxtart som beskrevs av Charles Austin Gardner. Euphorbia boophthona ingår i släktet törlar, och familjen törelväxter. Inga underarter finns listade i Catalogue of Life.

## Bildgalleri

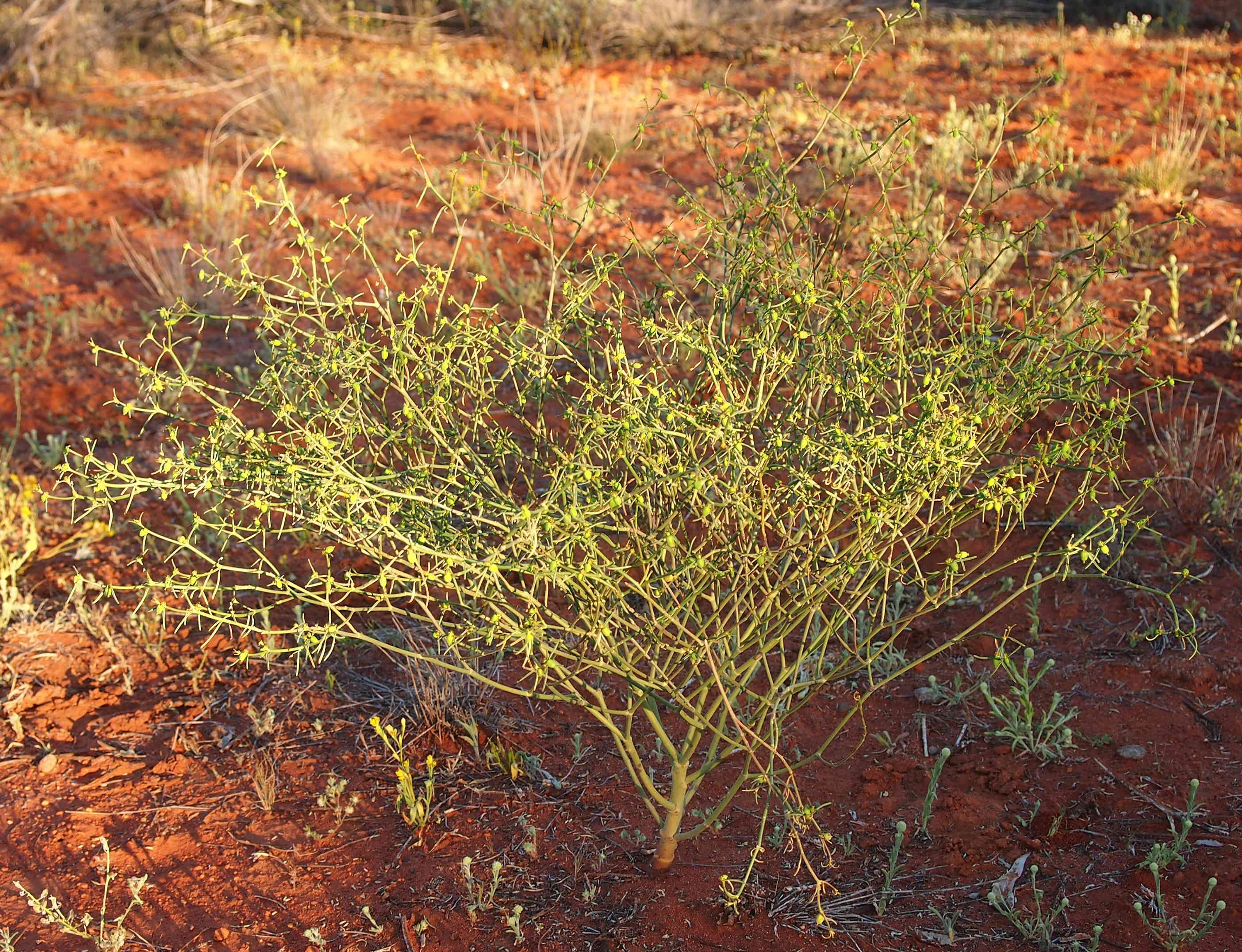